# Медвёдово (Брянская область)
Медвёдово — село в Клинцовском районе Брянской области, в составе Медвёдовского сельского поселения.

## География
Находится в западной части Брянской области на расстоянии приблизительно 22 км на юго-восток по прямой от железнодорожного вокзала станции Клинцы.

## История
Впервые упоминалось в 1620 году, во второй половине XVIII века — главная усадьба генерального бунчучного Ивана Бороздны). Действовали Михайловская церковь (известна с 1715 года) и Успенская (с 1798 года), не сохранились. В XVIII веке село входило в Новоместскую сотню Стародубского полка.  В 1859 году здесь (село Стародубского уезда Черниговской губернии) учтено было 83 двора, в 1892—184.
В середине XX века работал колхоз «Красный партизан», позднее колхоз «Прогресс». В 1976 году присоединено соседнее село Горчаки (там осталась деревянная Троицкая церковь).

## Население
Численность населения: 729 человек (1859 год), 1027 (1892), 1039 человек в 2002 году (русские 98 %), 914 в 2010.